# Davidijordania lacertina
Davidijordania lacertina és una espècie de peix de la família dels zoàrcids i de l'ordre dels perciformes.

## Hàbitat
És un peix marí, de clima temperat i demersal que viu entre 40-300 m de fondària.

## Distribució geogràfica
Es troba al nord del Mar del Japó.

## Observacions
És inofensiu per als humans.